# Kalbsnierenbraten
Der Kalbsnierenbraten oder Nierenbraten (latein. lumbus vitulinus; franz. longe de veau) ist die Bezeichnung für den hinteren Teil des halbierten Kalbsrückens (wo die Nieren liegen).
Das Lemma nierbratē (auch: kelberiner nierbraten) taucht 1568 beim Lexikographen Johannes Frisius auf und in der Schreibweise Kälbern Nierbraten im Kochbuch des Mundkochs Marx Rumpolt.

## Zubereitungsarten
Nierenbraten kann auf zwei Arten zubereitet werden: mit Knochen oder von den Knochen ausgelöst, die Nieren werden meist mitverwendet. Werden die Knochen ausgelöst, kann aus dem Fleisch ein gerollter Nierenbraten bzw. Kalbsnierenbraten gemacht werden. Der französische Meisterkoch August Escoffier schrieb über die Zubereitung von longe de veau:

„Das Kalbsnierenstück verläuft von der Hüftspitze bis zu den ersten Rippen und ist das Stück, das wir beim Ochsen mit Aloyau oder Roastbeef bezeichnen. Es wird je nach dem Fall gebraten oder braisiert. Für die letztere Zubereitung beint man es fast immer aus, in dem man die Lappen ein wenig lang läßt. Beim Rollen schließt man die von einem Teile ihres Fettes losgelösten, aber nicht ganz abgedeckten Nieren in die Mitte ein. Wenn das Nierenstück nicht ausgebeint wird, soll die Niere fest dranbleiben, während die Rückgratknochen zu parieren sind.“

## Videos
- Paul Enghofer und der Kalbsnierenbraten. ardmediathek.de, BR Beitrag zum Kalbsnierenbraten aus der Sendung Zwischen Spessart und Karwendel mit Paul Enghofer, 14. September 2024.